# Cros-de-Montvert
Cros-de-Montvert är en kommun i departementet Cantal i regionen Auvergne-Rhône-Alpes i mitten av Frankrike. Kommunen ligger  i kantonen Laroquebrou som ligger i arrondissementet Aurillac. År 2022 hade Cros-de-Montvert 192 invånare.

## Befolkningsutveckling
Antalet invånare i kommunen Cros-de-Montvert
Referens:INSEE